# Testudo marginata
Espèce
Synonymes
- Testudo graja Hermann in Schoepff, 1793
- Testudo campanulata Strauch, 1862
- Peltastes marginatus melas Gray, 1870
- Testudo nemoralis Schreiber, 1875
- Testudo marginata sarda Mayer, 1992
- Testudo weissingeri Bour, 1996
- Testudo marginata weissingeri Bour, 1996

Statut de conservation UICN

 LC  : Préoccupation mineure
Statut CITES
Testudo marginata, la Tortue bordée, est une espèce de tortue terrestre. Elle est herbivore et hiberne en hiver.

## Répartition
Cette espèce se rencontre en Grèce et dans le sud de l'Albanie. Elle a été introduite en Italie, en Sardaigne et en Toscane.

## Description

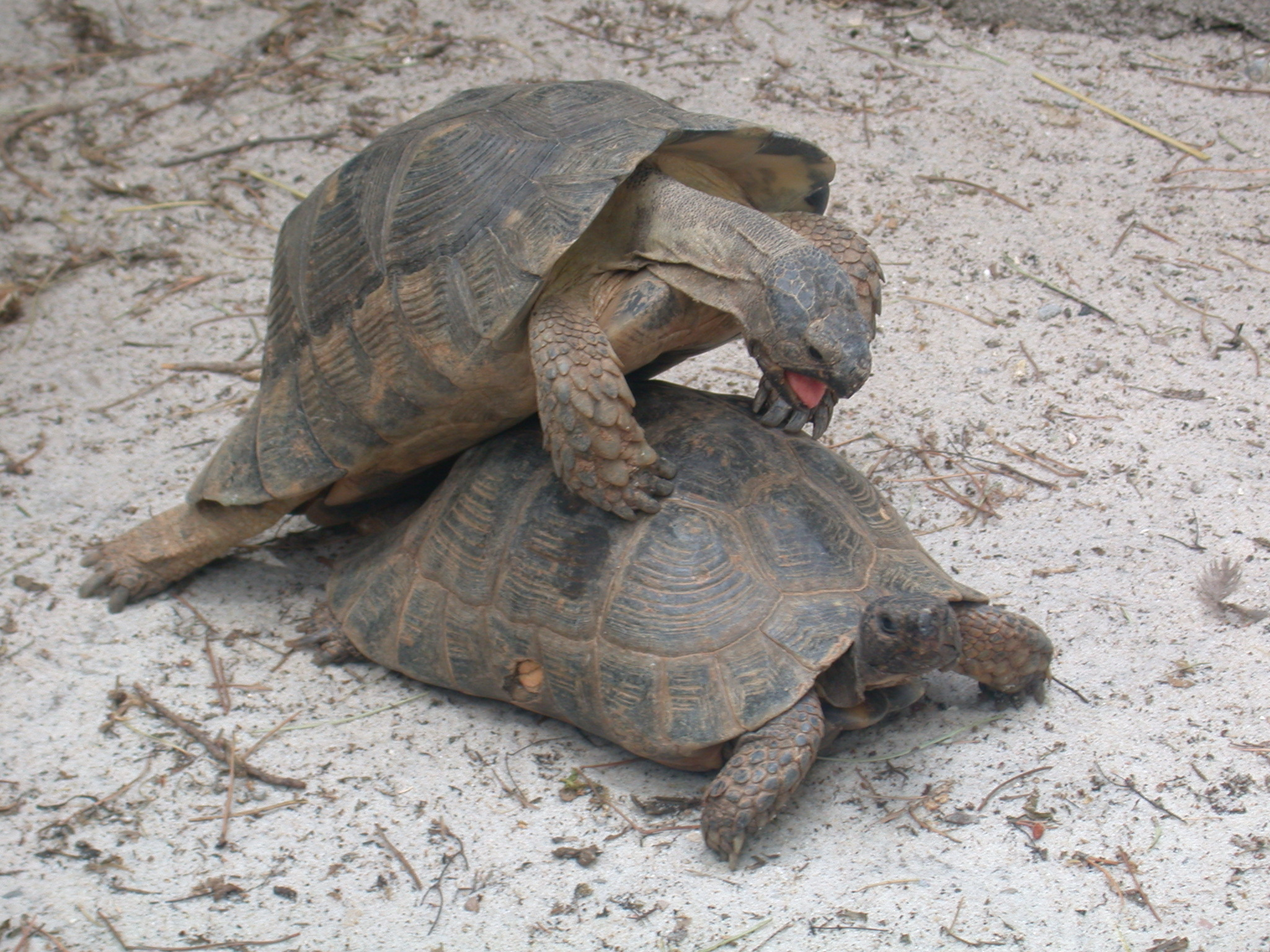
Accouplement de Testudo marginata.

Elle a une taille moyenne de 34 centimètres et un poids moyen de 3,5 kg. Elle doit son nom à la forme de ses écailles marginales postérieures en forme de jupe.
Comme chez toutes les espèces appartenant au genre Testudo, on différencie le sexe de l'individu par la taille des griffes de ses pattes avant (plus longues chez le mâle), la forme du plastron qui est concave chez le mâle et convexe chez la femelle et la taille de la queue dont la base est bien plus grosse chez le mâle.
Cette tortue apprécie les pentes ensoleillées à la végétation abondante.

## Taxinomie

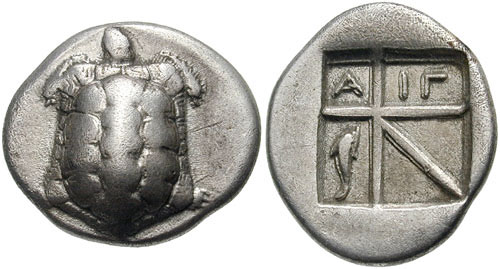
Tortue bordée sur un drachme d'argent d'Égine, vers 400 avant notre ère

Une autre espèce, Testudo weissingeri, a été parfois considérée comme une sous-espèce de T. marginata sous le nom de T. m. weissingeri (nommée en l'honneur de Heinz Weissinger (1945-1993)). Des études ont montré que les différences avec T. marginata (taille plus petite) ne sont pas liées à une différence génétique mais plutôt aux conditions environnementales locales, et est donc considérée comme un synonyme.
La sous-espèce Testudo marginata sarda Mayer, 1992 n'est plus reconnue comme valide.

## Hybridation
Cette espèce semble pouvoir se reproduire avec Testudo graeca ibera, et donner une descendance viable,,.

## Publication originale
- Schoepff, 1793 : Historia Testudinum Iconibus Illustrata. J.J. Palm, Erlangae, p. 1-136 (texte intégral).